# Il caso Maurizius (romanzo)

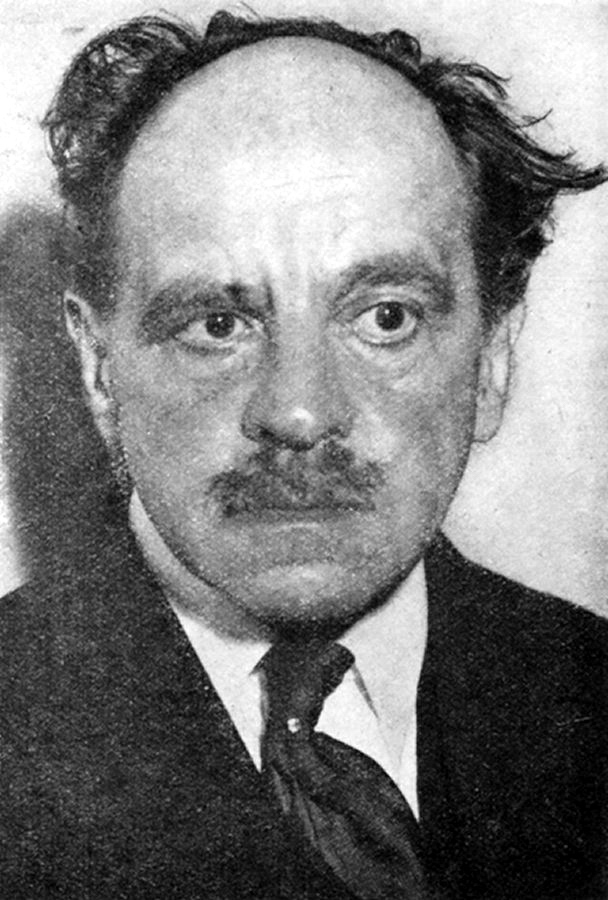
J. Wassermann

Il caso Maurizius (nell'originale in lingua tedesca: Der Fall Maurizius) è un romanzo pubblicato nel febbraio 1928 dallo scrittore tedesco Jakob Wassermann.
Divenuto fin dalla pubblicazione un best seller, ha avuto un'ulteriore rivalutazione in tempi recenti grazie ad un estimatore d'eccezione, lo scrittore Henry Miller, secondo il quale con esso l'autore ha elevato l'errore giudiziario al rango della tragedia greca.

## Argomento
È la storia di Etzel von Andergast, sedicenne liceale di Francoforte sul Meno il quale, nell'esuberanza giovanile, scopre l'errore giudiziario concernente un certo Leonhardt Maurizius, accusato di uxoricidio, in cui suo padre, Procuratore generale, incorse diciotto anni prima, ovvero prima della sua nascita. Mentre l'accusato sconta in prigione la sua pena, il giovane cerca di ottenere una revisione del processo. Con lo scopo neppure troppo velato di sondare l'animo umano nelle sue sfaccettature più recondite, Wassermann sviluppa una vasta e profonda riflessione sulla giustizia, il senso del libero arbitrio e sulla volontà di perseguire, sempre e comunque, la verità.
L'opera è stata a lungo erroneamente considerata un indiretto riferimento al "caso Hau" riguardante un giurista che, accusato di omicidio, dopo un processo indiziario venne condannato e rilasciato solo dopo 17 anni in libertà vigilata. Pubblicata in un memoriale di successo la propria versione dei fatti, Hau si vide revocare la sospensione della pena e si  suicidò.
Seguito di questo romanzo, possono essere molto liberamente considerate due opere successive di Wassermann: Etzel Andergast (dato alle stampe nel 1931) e Joseph Kerkhovens dritte Existenz (pubblicato postumo nel 1934, anno della sua morte).

## Personaggi
- Etzel von Andergast, studente liceale
- Barone Wolf Freiherr von Andergast, padre di Etzel, Procuratore generale
- Sophia von Andergast, madre di Etzel
- Cilly von Andergast, nonna di Etzel, vedova, detta "la Generalessa"
- Otto Leonhardt Maurizius, docente e autore di una "Storia del culto di Maria Vergine sulla base di quadri raffiguranti la Madonna col Bambino"
- Peter Paul Maurizius, padre di Leonhardt
- Elli Maurizius, vedova Hensolt, nata Jahn
- Anna Jahn, sorella di Ellis, disoccupata
- Hildegard Körner, figlia illegittima di Leonhardt
- Gertrud Körner, madre di Hildegard, ballerina
- Gregor Waremme, alias Georg Warschauer, insegnante privato, filologo, filosofo, giocatore, donnaiolo e mondano

## Opere derivate

### Cinema
- Il caso Maurizius (L'Affaire Maurizius), film del 1954 di Julien Duvivier

### Televisione
- Il caso Maurizius, sceneggiato televisivo del 1961 di Anton Giulio Majano
- Il caso Maurizius (Der Fall Maurizius), miniserie televisiva del 1981 di Theodor Kotulla

## Edizioni italiane
- Il caso Maurizius, traduzione di Alessandra Scalero, Milano, Corbaccio, 1933.
- Il caso Maurizius, traduzione di Alessandra Scalero, Collana Scrittori di tutto il mondo n.18, Varese, Dall'Oglio, 1945-1971.
- Il caso Maurizius, traduzione di Lucia Sgueglia, con un saggio di Paolo Ruffilli, Collana Le porte n.68, Roma, Fazi, 2001, ISBN 978-88-811-2203-5.
- Il caso Maurizius, traduzione di Lucia Sgueglia, Collana Le strade n.297, Roma, Fazi, 2016, ISBN 978-88-932-5072-6.
- Il caso Maurizius, traduzione di Stefania Di Natale, Introduzione di Giorgio Manacorda, Collana Biblioteca economica, Roma, Newton Compton, 2006, ISBN 978-88-541-0532-4.